# Пять дней отдыха
Пять дней отдыха — советский художественный фильм 1969 года, поставленный режиссером Эдуардом Гавриловым по мотивам одноимённой повести Иосифа Герасимова. Фильм описывает ленинградскую блокаду глазами солдат, расположенных в этом городе на пять дней декабря 1941 года — в самый критический для города момент.

## Сюжет
Рота Крылова потеряла много бойцов и прибывает с передовой на переформирование в Ленинград. Свежее пополнение из ленинградских, это — в основном немолодые мужчины, среди которых выделяется солдат по фамилии Кошкин, выносящий из казармы свои пайки голодающей дочке Ольге. Боец старого состава Алексей Казанцев не может спокойно смотреть на то, как страдают жители города. Солдатам дают больше хлеба чем женщинам и детям. Он решает помочь хлебом дочери Кошкина, когда выходит в увольнительную. В городе Алексей становится свидетелем страшных эпизодов из жизни голодающего города.

## В ролях
| Актёр                  | Роль             |
| ---------------------- | ---------------- |
| Олег Ефремов II        | Алексей Казанцев |
| Наталья Кузнецова      | Ольга            |
| Иван Лапиков           | Матвей Кошкин    |
| Николай Боярский       |                  |
| Александр Михайличенко |                  |
| Виктор Маркин          |                  |
| Андрей Манке           |                  |
| Сергей Торкачевский    |                  |
| Тамара Володина        |                  |
| Олег Воскресенский     |                  |